# Burg Hohenstein (Elsass)

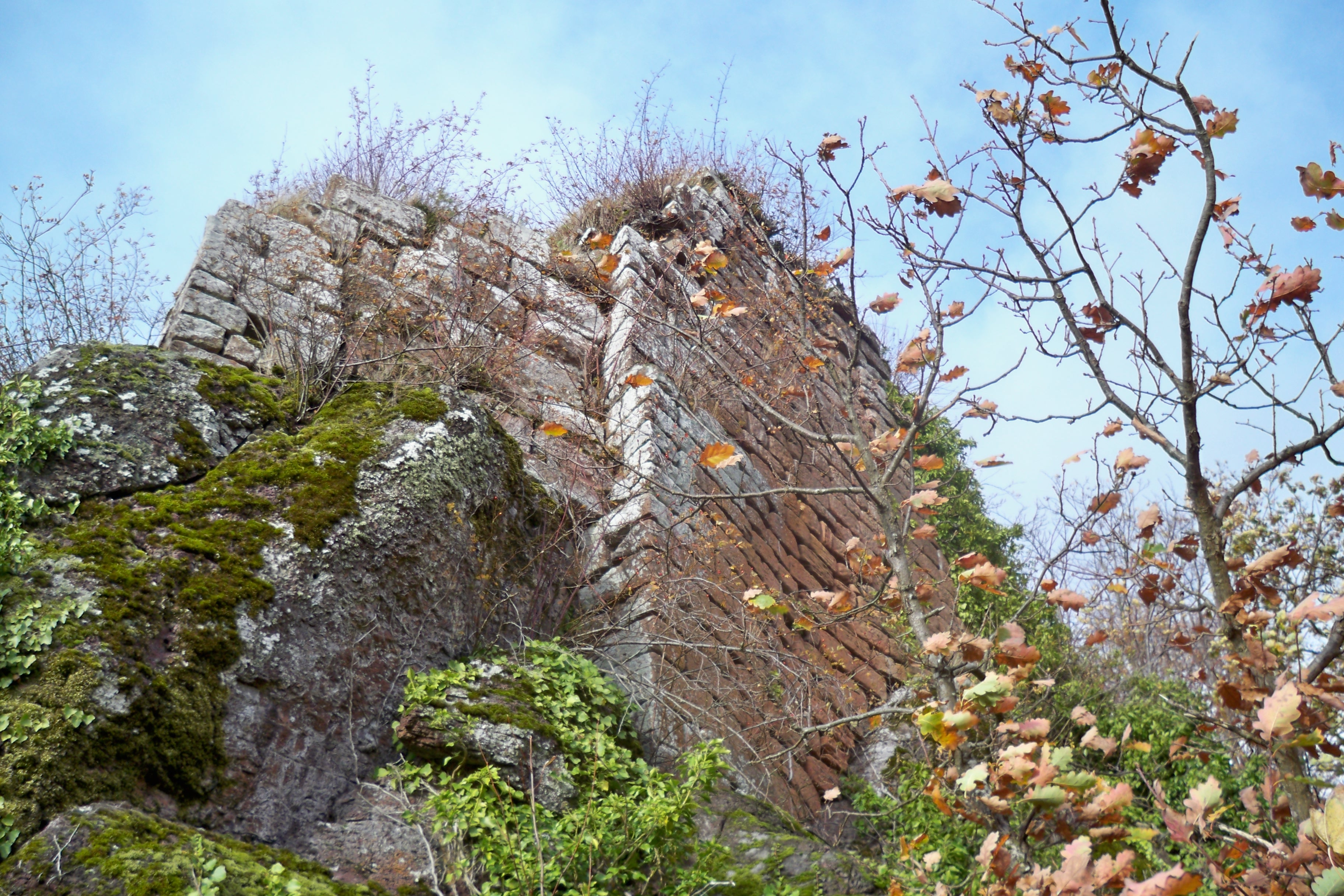
Mauerrest der Ruine Hohenstein

Die Burg Hohenstein (französisch Château de Hohenstein) ist die Ruine einer Höhenburg und liegt auf 440 Metern Höhe nordwestlich des elsässischen Ortes Oberhaslach im Département Bas-Rhin in Sichtweite der Burgen Klein- und Groß-Ringelstein und etwa einen Kilometer Luftlinie von der Ruine Nideck entfernt. Die Burg steht seit dem 6. Dezember 1898 als Monument historique unter Denkmalschutz und befindet sich im Eigentum des französischen Staats sowie des Office national des forêts, einer Abteilung des französischen Landwirtschaftsministeriums.
Die Burg wurde im 13. Jahrhundert errichtet und war Sitz eines Ministerialengeschlechts, das sich wie die Burg nannte. Die Anlage bestand nicht lange, denn sie wurde 1338 durch Truppen des Bischofs von Straßburg belagert, eingenommen und anschließend geschleift. Seither ist sie eine Ruine. Ihre Besonderheit war der massive Bergfried, dessen Inneres vollständig ausgemauert und damit raumlos war.

## Geschichte

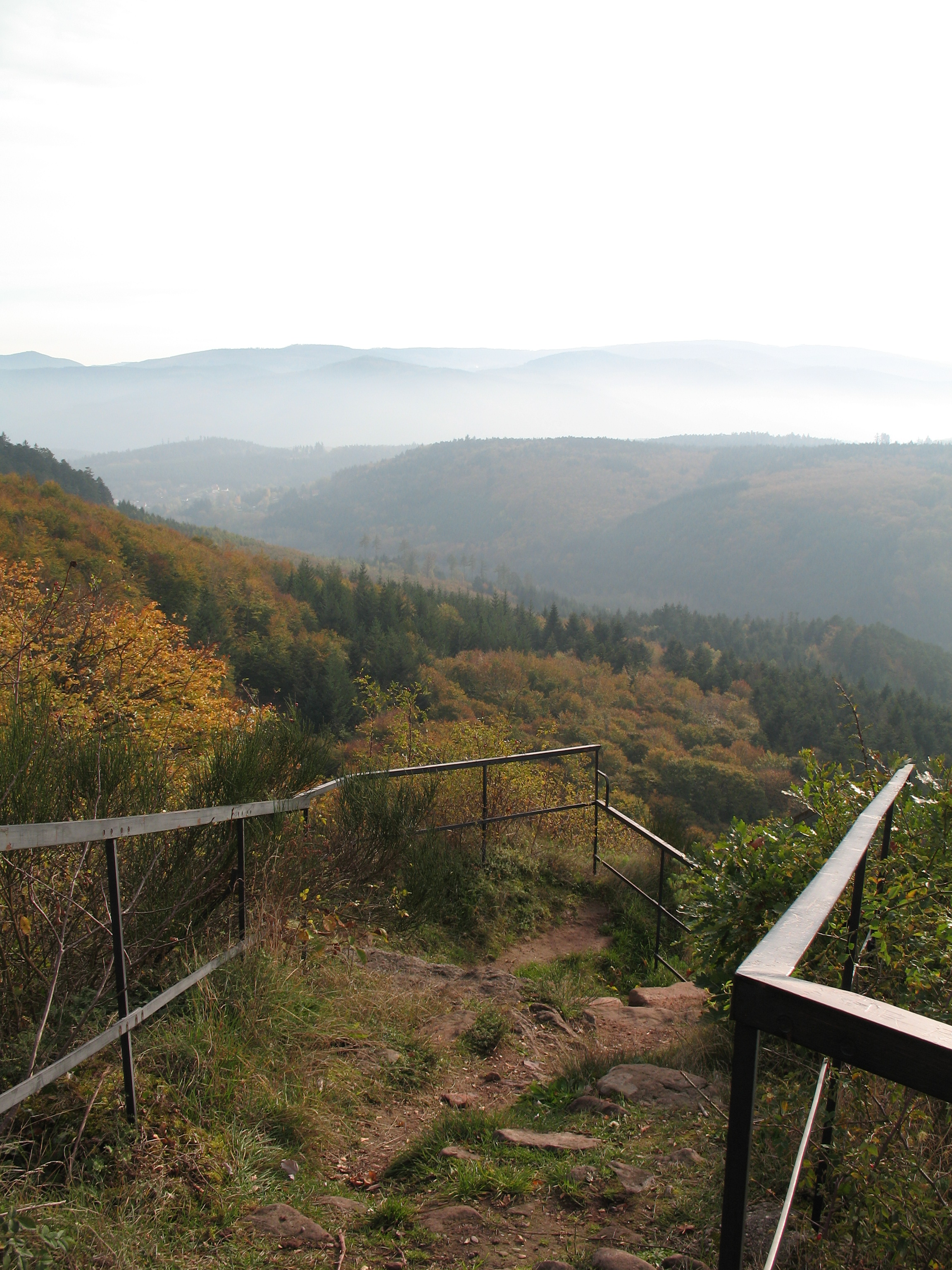
Ausblick von der Burgruine

Mit den Brüdern Heinrich und Albert von Hohenstein wurden 1226 erstmals Mitglieder der Familie und damit indirekt auch ihre Burg genannt. Die oft angeführte frühere Erwähnung von Hohenstein in einer Urkunde aus dem Jahr 1217 beruht auf der Fehldeutung von Hossenstein, mit dem Ochsenstein gemeint ist. Die Hohensteiner gehörten wahrscheinlich zu den wichtigsten Dienstmannen der 1225 ausgestorbenen Grafen von Dagsburg, und der Straßburger Bischof Berthold I. von Teck schaffte es wohl, sie bei seinem Versuch, das Dagsburger Erbe an sich zu bringen, auf seine Seite zu ziehen, indem er die Hohensteiner mit der Burg belehnte oder ihnen erlaubte, diese erst überhaupt zu errichten. Als bischöfliches Lehen ist die Anlage seit dem frühen 14. Jahrhundert belegt.
1251 oder früher wurde die Burg belagert, aber weder das genaue Datum noch der Anlass dafür oder der Ausgang der Belagerung sind bekannt. Möglicherweise hatten sich die Hohensteiner auf die gegen den Bischof Heinrich III. von Stahleck kämpfende Seite der Staufer geschlagen, worauf dieser ihre Burg belagern ließ. Dies wäre nicht das letzte Mal gewesen, dass sich Mitglieder der Familie gegen ihren Territorialherrn auflehnten. 1262 kämpften sie zum Beispiel in der Schlacht von Hausbergen gegen den Bischof Walter von Geroldseck auf Seiten der Stadt Straßburg. Allerdings verpfändete der Ritter Burchard von Hohenstein im Jahr 1279 seinen Teil an der Burg gegen die Zahlung von 220 Silbermark an Bischof Konrad III. von Lichtenberg. Offenbar nutzten die Hohensteiner aber den Wechsel von Konrad zu seinem Nachfolger Friedrich I. von Lichtenberg, um die bischöfliche Besatzung der Burg zu vertreiben, was für die Familie aber scheinbar ohne Folgen blieb, denn am 27. September 1299 schloss Friedrich I. mit den drei übrigen Burgeigentümern Anselm, Johann und Brunn von Hohenstein Frieden. Der Vertrag legte allerdings fest, dass die drei Brüder die Schäden, die sie derweil dem „Hus und Gut zu Hohenstein“ zugefügt hatten, auf ihre Kosten beheben mussten.
Von 1316 bis 1328 hielt Burkhard von Hohenstein einen Teil der Burg als Straßburger Lehen. 1320 schloss er mit seinen Verwandten Johann, Anselm und Brunn einen Burgfriedensvertrag. 1337 hielt Rudolf von Hohenstein auf Geheiß des Straßburger Domkustos Conrad von Kirkel den Bischof Berthold von Buchegg für vier Monate auf Burg Hohenstein gefangen. Grund dafür war Bertholds Weigerung, Ludwig den Bayern als Kaiser anzuerkennen. Erst gegen große Zugeständnisse wurde Berthold Anfang des Jahres 1338 auf freien Fuß gesetzt. Weil die Hohensteiner zugleich die bischöfliche Besatzung der Burg, die mehrheitlich dem Straßburger Bistum gehörte, vertrieben, machten sie sich des Landfriedensbruchs schuldig und lieferten Berthold von Buchegg damit die Rechtfertigung, um Burg Hohenstein noch im Jahr seiner Befreiung belagern zu lassen. Die Belagerung war erfolgreich, die bischöflichen Truppen konnten die Anlage einnehmen und schleiften sie anschließend. Einige der Blidenkugeln, die bei der Belagerung zum Einsatz kamen, wurden im 19. Jahrhundert im Tal unter der Burg gefunden. 17 von ihnen sind heute als Giebelzier im Gasthof am Fuß der Ruine verbaut. Der Bischof schloss 1343 Frieden mit den Hohensteinern und zahlte Rudolf von Hohenstein 300 Silbermark für seinen Teil der Burg. Spätere Mitbesitzer der Anlage waren die Jörger und die Familie von Müllenheim.
1998 führte Bernard Haegel Freilegungsarbeiten und eine Ausgrabung auf dem Burgfelsen durch. Dabei wurden weitere sieben intakte Blidenkugeln mit einem Durchmesser zwischen 0,23 und 0,41 m gefunden. Die leichteste von ihnen wog 11,5 Kilogramm, die schwerste ganze 85,5 Kilo.

## Beschreibung
Die Ruine befindet sich am Westhang des Großen Ringelbergs auf einem Rhyolithfelsen, der an der Ostseite rund 15 Meter tief abfällt. Auch gen Süden und Westen fällt der Burgfelsen in teilweise hohen Stufen steil ab. Das Areal der länglichen, in nordnordöstlicher Richtung ausgerichteten Anlage ist stark überwuchert. In ihrer unmittelbaren Nachbarschaft finden sich in nur 300 und 500 Meter Entfernung die Reste der sogenannten Schwedenschanze sowie eine Schanze auf einem Spiess genannten Bergvorsprung. Sie wurden auf den dortigen Hügeln bei mindestens einer der überlieferten Belagerungen als Blidenstellungen errichtet.
Im nordöstlichen, tiefer gelegenen Teil des Areals finden sich die Reste der einstigen Vorburg, die früher vermutlich zweigeteilt war. Durch einen heute verfüllten Halsgraben war sie gegen den aufsteigenden Hang geschützt. Ihr westlicher Teil stammt wahrscheinlich aus der Zeit vor 1251 und ist somit der ältere, während ihr Bereich im Norden und Nordosten von einer späteren Erweiterung nach 1251 stammt. Zusätzlich zum Graben wurde die Vorburg durch eine Ringmauer mit einem halbrunden Schalenturm gesichert, der einen Durchmesser von 7,35 Metern und eine 1,70 Meter dicke Mauer besaß. Seine Form ist für das 13. Jahrhundert im Elsass selten. Vom Westteil der Vorburg sind heute nur noch Fundamente und Schuttwälle der Ringmauer erhalten, während von der Erweiterung noch ein bis zu elf Schichten hoher Ringmauerrest aus Buckelquadern erhalten ist. Eingemörtelt in sein Füllmauerwerk finden sich Bruchstücke von Blidenkugeln, was zeigt, dass diese Mauer erst nach der Belagerung um 1251 entstanden sein kann. Im östlichen Teil der Umfassungsmauer befand sich das Burgtor, wovon ein erhaltenes Stück des Gewändes zeugt. Im südlichen Teil der Vorburg finden sich im Schatten des Bergfrieds die neun Schichten hohen Mauerreste eines isoliert stehenden, etwa 5,50 × 5,50 Meter messenden Viereckturms, dessen Inneres achteckig war. Seine ungewöhnliche Innenform und seine Lage sprechen für eine Funktion als Brunnenturm.
Die relativ kleine Kernburg liegt auf dem höchsten Teil des Burgfelsens. Durch urkundliche Überlieferung und bauhistorische Merkmale kann das spätestmögliche Datum ihrer Gründung auf die erste Hälfte des 13. Jahrhunderts festgesetzt werden. Das aus Sandstein bestehende Buckelquadermauerwerk des Bergfrieds könnte sogar in die Zeit um 1200 gehören. Das langgestreckte Kernburgareal besitzt einen für das 13. Jahrhundert typischen Grundriss: Hinter dem auf der Angriffsseite stehenden, viereckigen Bergfried reihen sich in dessen Schutz die Wohnbauten auf. In Nord-Süd-Richtung hat der Bereich eine Länge von knapp über 40 Metern, seine breiteste Stelle misst rund 20 Meter. Im Nordwesten des Hauptburgareals finden sich die verfallenen Reste einer Mauer aus Buckelquadern mit schmalem Randschlag. Die Ausmaße des Bergfrieds betrugen mindestens 8,20 × 7,65 Meter, jedoch kann der exakte Grundriss des Turms heute nicht mehr bestimmt werden. Fest steht allerdings, dass seine nordwestliche Außenmauer 1,70 Meter dick war. Der Turm wurde später innen vollständig ausgemauert, sodass er vollkommen raumlos war, was für den elsässischen Burgenbau beispiellos ist. Lediglich der Bergfried der Burg Hageneck weist Ähnlichkeiten zu Hohenstein auf, jedoch war der Hagenecker Turm von vornherein als ein massiver Bau errichtet worden. Bei der Schleifung der Burg Hohenstein im Jahr 1338 wurde der Bergfried unterminiert und stürzte schließlich in den Innenhof der Kernburg, wobei er diesen unter mindestens drei bis vier Meter hohem Schutt begrub. Unter diesem Schutt sind noch wenige Reste der Außenmauer erkennbar. Außerdem ist an der Südost-Ecke ein vier Meter hohes Stück Ringmauer erhalten.
Auf dem 12 bis 15 Meter tiefer liegenden Felskopf südlich der Kernburg finden sich die verfallenen Fundamente einer später an die Kernburg angebauten Erweiterung. Möglicherweise resultiert sie aus einer Besitzteilung innerhalb der Familie von Hohenstein. Das Gebäude maß etwa 15 × 15 Meter und besaß einen polygonalen Grundriss. Das Erdgeschoss hatte drei Räume. Gegen die nördliche Kernburg war der Bau durch eine Buckelquadermauer abgesichert, die aus dem 14. Jahrhundert stammt; vielleicht aus der Zeit um 1320. Möglicherweise war er durch eine Mauer mit Verbindungsgang mit der Nord-Kernburg verbunden.